# Kevin Spraggett
Kevin Barry Spraggett (né le 10 novembre 1954 à Montréal) est un grand maître canadien du jeu d'échecs.

## Titres échiquéens
Il obtient le titre de maître international en 1975 et celui de grand maître international en 1985.
Il est le quatrième Canadien à devenir grand maître, après Daniel Yanofsky, Duncan Suttles et Peter Biyiasas.

## Résultats en tournois
Il est le seul Canadien à s'être qualifié pour le tournoi des candidats. Il se qualifie pour celui de Montpellier en 1985 en terminant quatrième du tournoi interzonal de Taxco. Il est invité par la fédération canadienne qui organise les huitièmes de finale du tournoi des candidats en 1988, il remporte son match face à Andreï Sokolov puis s'incline en quart de finale devant Arthur Youssoupov.
Spraggett a remporté l'Open du Canada à huit reprises, le championnat du Canada à sept reprises, et a participé à huit Olympiades d'échecs. Il a également contribué à des livres d'échecs publiés au Canada.
Il remporte le tournoi de Montréal en 1986 et finit deuxième ex æquo au tournoi de Hastings en 1989-1990.

## Une partie
Spraggett-Hébert, Montréal, 1986,
1. d4 Cf6 2. c4 e6 3. Cf3 b6 4. Cc3 Fb7 5. a3 Ce4 6. Cxe4 Fxe4 7. Cd2 Fb7 8. e4 g6 9. Fd3 Fg7 10. Cf3 d6 11. 0-0 0-0 12. Fg5 Dd7 13. Dd2 Cc6 14. d5 Cd4 15. Cxd4 Fxd4 16. Tae1 Fg7 17. f4 Tae8 18. Rh1 c6 19. dxe6! fxe6 20. Fb1 d5 21. cxd5 cxd5 22. e5 Tc8 23. Tf3 Df7 24. Fd3 Tc7 25. Tg3 Tfc8 26. h4! Rh8 27. h5 gxh5 28. Th3 h6 29. f5!! exf5 30. Fxh6 Dg6 31. Ff4 Rg8 32. Tg3 De6 33. Tg5 Tf8 34. Txh5 Td7 35. Df2 d4 36. Dg3 Fd5 37. Tg5! Fc4 38. Tg6 Dd5 39. e6 Te7 40. Fe5 1-0.